# Padada, Davao del Sur

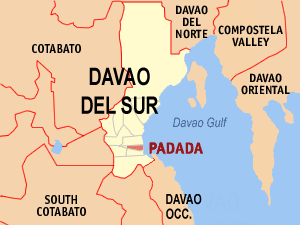
Bản đồ của Davao del Sur với vị trí của Padada

Padada là một đô thị hạng 4 ở tỉnh Davao del Sur, Philippines. Theo điều tra dân số năm 2000, đô thị này có dân số 24.112 người trong 5.202 hộ.

## Các đơn vị hành chính
Padada được chia thành 17 barangay.
| - Almendras (Pob.) - Don Sergio Osmeña, Sr - Harada Butai - Lower Katipunan - Lower Limonzo - Lower Malinao - N C Ordaneza District (Pob.) - Northern Paligue - Piape - Punta Piape - Quirino District (Pob) - San Isidro - Southern Paligue kawayan - Tulogan - Upper Limonzo - Upper Malinao |